# 小行星4166
小行星4166（英語：4166 Pontryagin）是一颗围绕太阳公转的小行星。1978年9月26日，柳德米拉·瓦斯列娜·朱然勒娃在克里米亚发现了此天体。
这颗小行星的绝对星等为124.16542等。